# Inchcape
Inchcape plc (произносится: Инчкейп пи эл си) — британская компания, один из мировых лидеров в области розничной торговли автомобилями. Штаб-квартира — в Лондоне.

## История
Inchcape была основана в 1847 году во времена расцвета Британской империи как транспортная и экспортная компания под названием MacKinnon MacKenzie Company. В 1874 году в число партнёров компании вошёл Джеймс Лайл Маккей (в дальнейшем, в 1911 году, ему был присвоен титул барона Инчкейп-Стратнаверского по имени рифа Инчкейп и шотландского города Стратнавера).
В 1958 году компания стала публичной под именем Inchcape and Company, в 1972 году поглотила торговый дом Dodwell & Co. Торговлей автомобилями Inchcape занимается с 1973 года.

## Собственники и руководство
Крупнейшие акционеры компании на апрель 2011 года — M&G Investment Management (12,03 %), израильский инвестор Джордж Хереш (9,01 %).
Председатель совета директоров — Найджел Штайн. Главный управляющий — Дункан Тейт 

## Деятельность
Основные рынки — Великобритания, Австралия, Бельгия, Греция, Гонконг и Сингапур. Основные марки, которые продаёт и обслуживает Inchcape — BMW, Jaguar, Land Rover, Lexus, Subaru и Toyota.
Оборот компании в 2006 году составил 4,8 млрд фунтов стерлингов (в 2005 — 4,49 млрд фунтов), прибыль до налогообложения — 214 млн фунтов (177 млн фунтов).

### Inchcape в России
В России Inchcape контролирует московскую компанию-автодилера Musa Motors (в 2008 году за сумму порядка $230 млн британцы приобрели 75,1 % акций этой компании, и у них есть опцион на выкуп оставшегося пакета), ООО «БорисХоф» . В Санкт-Петербурге компании принадлежат  дилер подержанных автомобилей — ООО «Конкорд», салон автомобилей  Rolls-Royce ; . Общее количество российских дилерских центров, управляемых Inchcape в России на начало июля 2021 года — 16.
С 01.07.2021  ООО «Инчкейп Олимп» и ООО «Оргтехстрой», входившие в состав Инчкейп Россия, становятся частью Холдинга «КЛЮЧАВТО».
Совокупная выручка Inchcape на развивающихся рынках (Россия, КНР, Польша, страны Прибалтики, Южной Америки и Балканского полуострова) в 2010 году составила 1,06 млрд фунтов стерлингов ($1,64 млрд), в том числе розничные продажи 798,1 млн фунтов ($1,24 млрд).
15.03.2022 компания объявила о уходе из России.